# Arnol Palacios
Arnol Palacios (Santiago de Cali, Valle del Cauca, Colombia, 8 de junio de 1992) es un futbolista colombiano. Juega como lateral derecho.

## Trayectoria
Debutó en la Selección Colombia Sub-17 que encararía el Sudamericano de la Categoría en Chile y logró la clasificación al mundial de Nigeria dirigida por Ramiro Viafara. Allí llegó pese a su inexperiencia en el profesionalismo, pues lo que había hecho hasta ahora se limitaba a su presencia en la Liga Vallecaucana de Fútbol.Jugó en el Club Deportivo Independiente San Joaquín, bajo la dirección de José Luis Cruz (¨el Tucumano¨). Fue tentado por el Grupo de Cyterzpiller en Cali y por un representante del fútbol Español. Sus calidades futbolísticas lo llevaron a compartir nómina con los experimentados Cristian Bonilla, Juan Camilo Saiz, Gustavo Cuellar, Edwin Cardona y Stiveen Mendoza.
Paso a Sportivo Luqueño donde reemplazo al experimentado Juan Samudio a principios de 2011, jugó poco con ellos. debido a su corta edad, llegó a Banfield jugando en Cuarta División. Con ellos empezó a jugar en agosto, con tan buenos resultados que enseguida pasó a integrar el equipo de Reserva dirigido por Raúl Wensel, con el que ya enfrentó a los equipos importantes de la categoría. En la temporada 2013 jugara con América de Cali en el Torneo Postobon.

## Clubes
| Club             | País      | Año         |
| ---------------- | --------- | ----------- |
| Sportivo Luqueño | Paraguay  | 2011        |
| Banfield         | Argentina | 2011        |
| América de Cali  | Colombia  | 2013 - 2015 |
| Atlético Huila   | Colombia  | 2015 - 2016 |
| América de Cali  | Colombia  | 2016 - 2018 |
| Deportivo Pasto  | Colombia  | 2018        |
| Real Cartagena   | Colombia  | 2019        |

## Palmarés

### Campeonatos nacionales
| Título    | Club            | País     | Año  |
| --------- | --------------- | -------- | ---- |
| Primera B | América de Cali | Colombia | 2016 |